# Fischers agapornis
Fischers agapornis of rozekopdwergpapegaai (Agapornis fischeri) is een dwergpapegaai behorend tot de familie van de Psittaculidae (papegaaien van de Oude Wereld).

## Kenmerken
De totale lengte van kop tot puntje van de staart bedraagt 13 tot 15 centimeter.
De vogel heeft net als drie andere dwergpapegaaien een witte oogring. De vogel lijkt sterk op de Nyasa-agapornis, maar A. fischeri heeft op de kop vaak een rode vlek en leeft ergens anders. Fischers agapornis leeft in het wild vaak samen met de zwartmaskeragapornis (A. personatus).

## Verspreiding en leefgebied
De vogel is endemisch in graslanden met kleine bosjes en de steppe ten zuiden van het Victoriameer in Afrika, met name in Noord-Tanzania, waar hij leeft in grote groepen in de bomen.

## Voortplanting
De broedperiode in het wild loopt van april tot en met eind juli. De Fishers agapornis broed in grote kolonies zodat ze minder snel ten prooi vallen aan roofvogels. Een nest wordt gemaakt van stukjes mos, grasbladen, twijgjes en stukjes boomschors. De pop bouwt het nest alleen en de man zal niet helpen met het bouwen. Deze soort legt ongeveer 3-6 witte eitjes die door de pop worden uitgebroed. Na ongeveer 23 dagen broeden komen de jongen uit het ei, Ze zijn op dat moment volledig afhankelijk van de ouders. Na ongeveer 7 tot 8 weken zijn de jongen zelfstandig en zijn ze niet meer afhankelijk van hun ouders. 

## Volière
Buiten het natuurlijke verspreidingsgebied wordt Fischers agapornis vaak gehouden als kooi- of volièrevogel. Het dier staat op de gedeelde eerste plaats samen met de perzikkopagapornis als meest voorkomende, in gevangenschap gehouden dwergpapegaai.

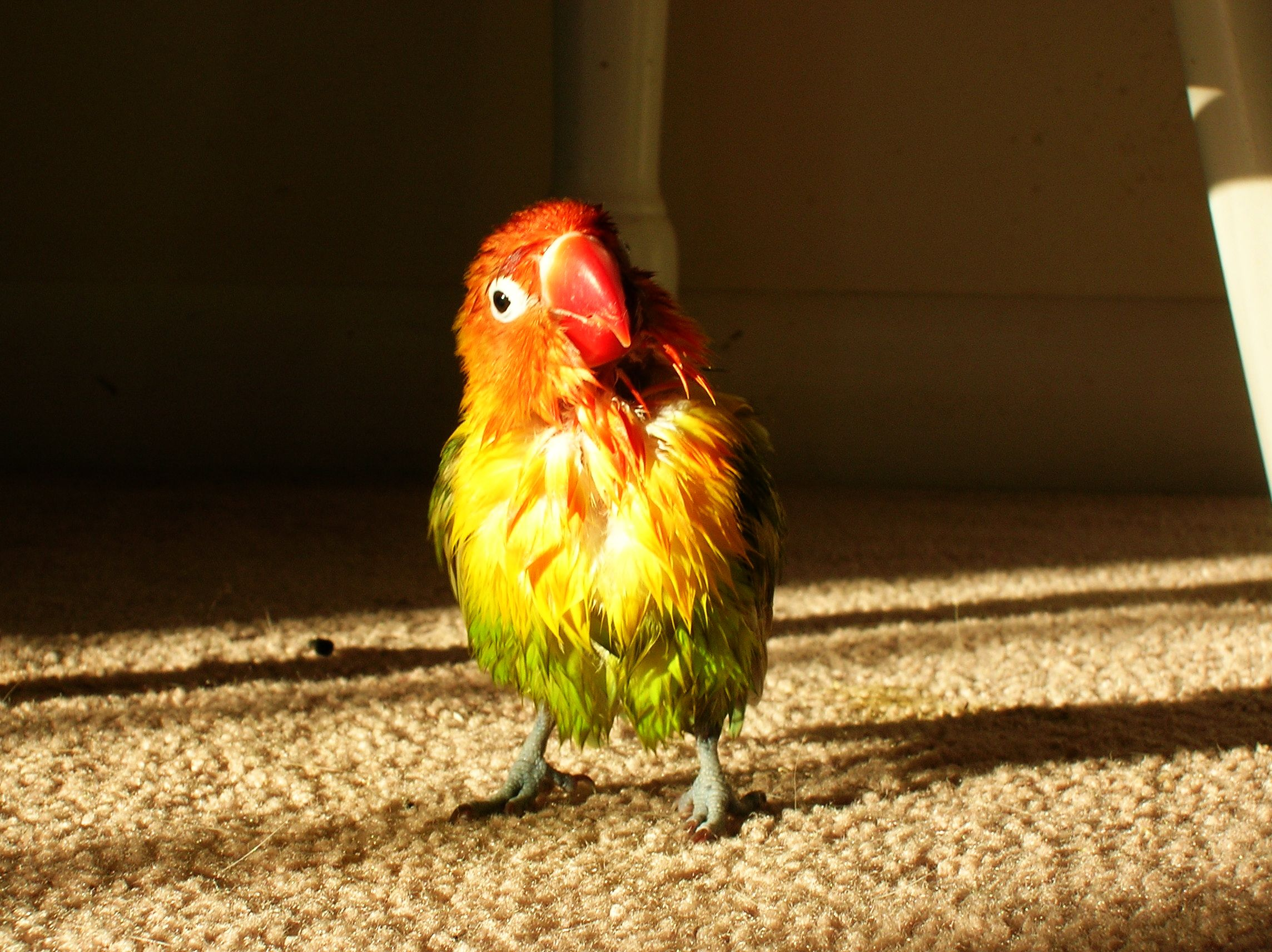
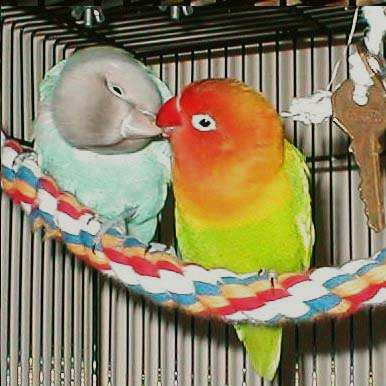

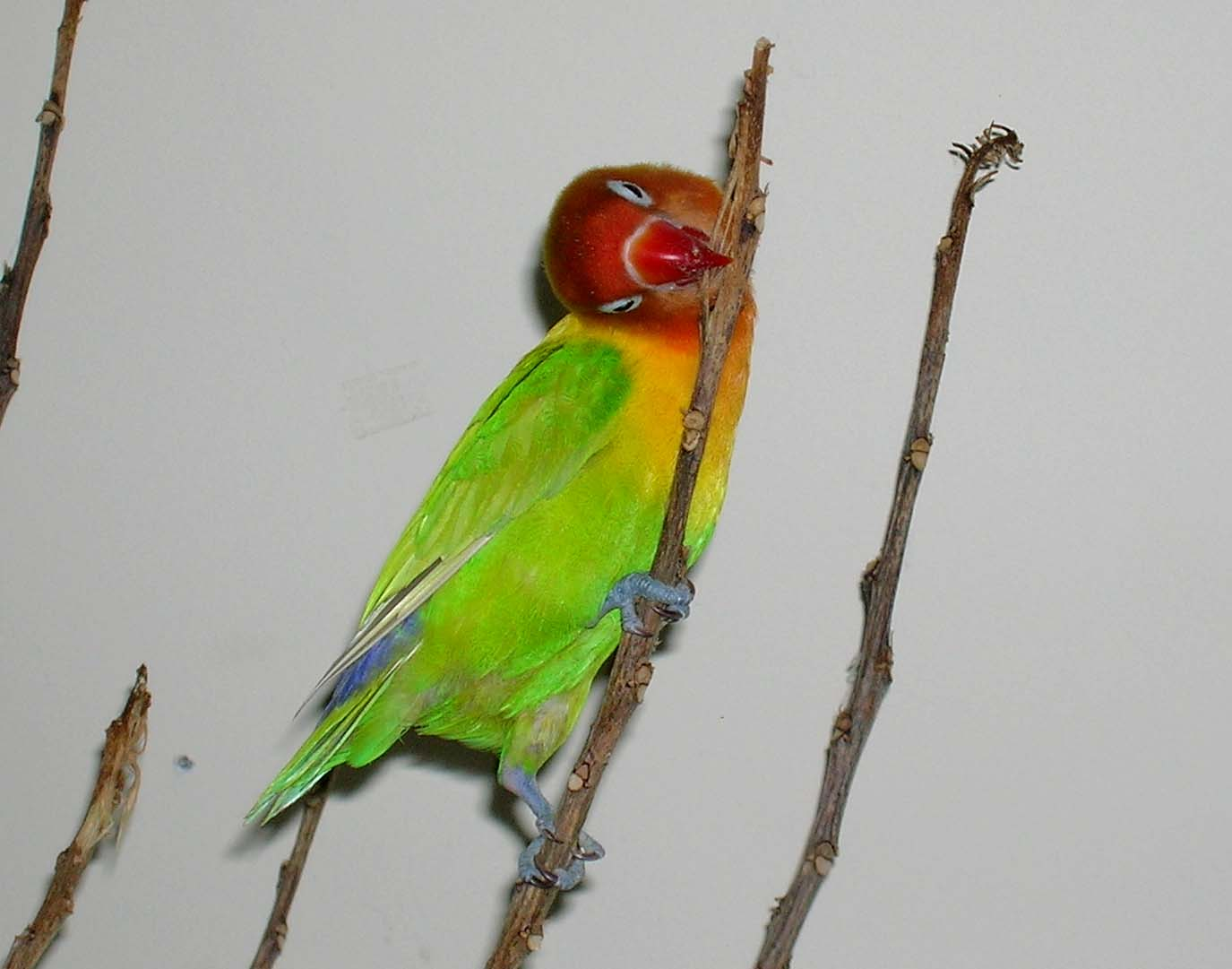
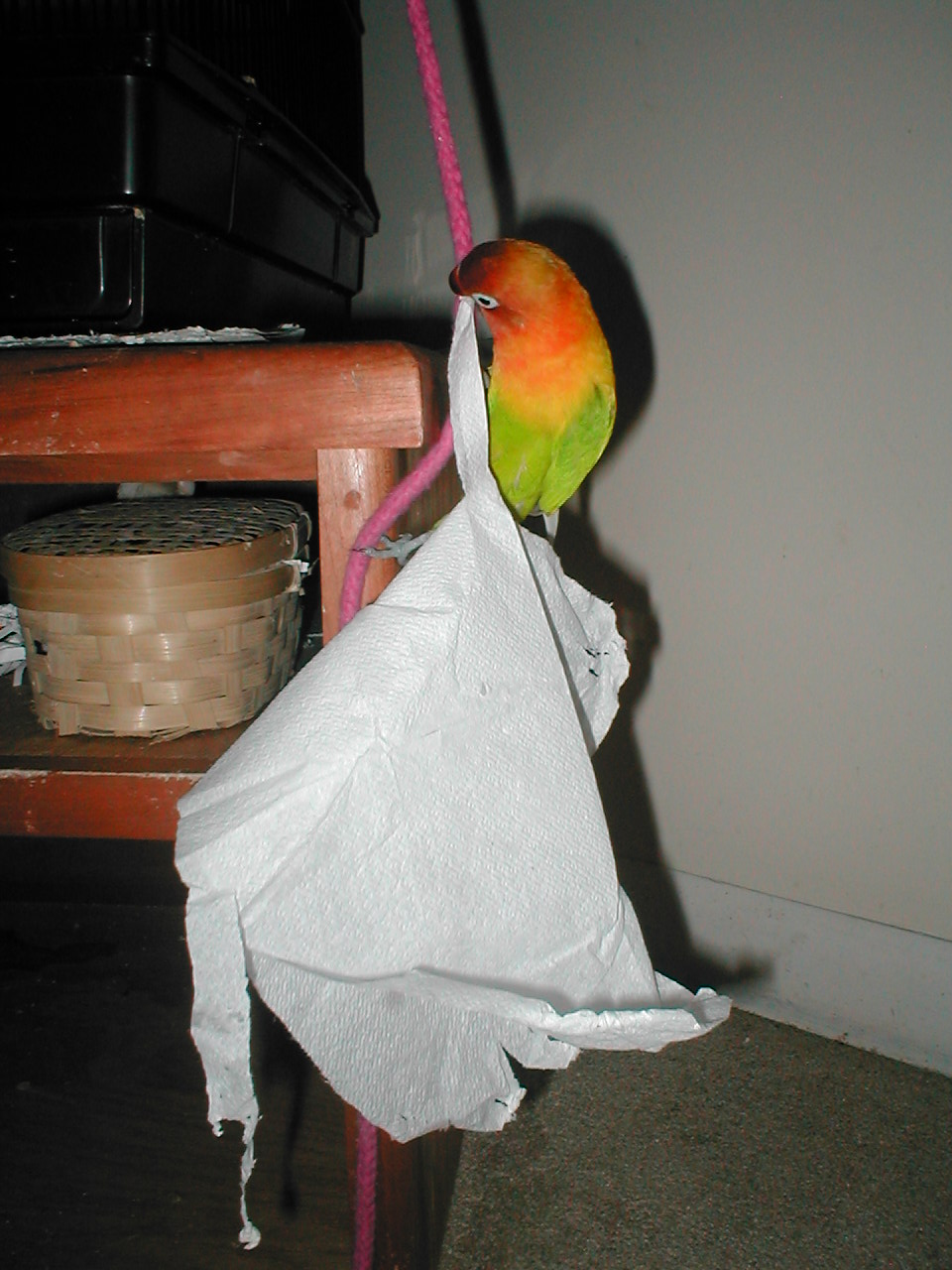